# 桃花台線インフラ利活用懇談会
桃花台線インフラ利活用懇談会（とうかだいせんインフラりかつようこんだんかい）は、2006年に廃止となった桃花台新交通桃花台線のインフラ設備の主に高架部分の活用策を検討するために愛知県が設置した有識者会議。愛知県は当初高架に関して他への転用は非常に難しいが撤去に莫大な費用がかかることから、「撤去はしない方針」とした。そこで2006年12月22日、高架の活用策を検討するためにこの有識者会議を設置した。構成員は桃花台線廃止前に同線の存廃を含め今後のあり方を検討した有識者会議「桃花台線のあり方検討会」で委員長を務めた岐阜大学の竹内伝史教授（座長）を含めた計7名。
第一回の開催は設置日と同日。竹内伝史教授は、桃花台線のあり方検討会で提言として出した高架を使った新たな公共交通機関の整備案は「改める必要のない考え方だ」として、どのような交通機関を整備すれば良いかと言う点を軸に議論が進められた。第二回の開催は翌2007年3月22日。第一回の議論が踏襲され、どのような交通機関を整備すれば良いかと言う点を軸に議論が進められた。しかし新しい公共交通機関を整備する案は既に桃花台線のあり方検討会の提言として愛知県に提出され、同県によって「桃花台線の運行を継続させるよりも費用がかかる」などの理由で否決された経緯がある。また第二回開催後、第三回が開催されるまで約2年もの期間が空いた事から、早期解決を望む沿線住民から非難された。
第三回の開催は2009年3月30日。これまでの新しい交通機関を整備すると言う議論から大きく方針を転換。高架下にある国道155号が朝夕混雑しており、今後桃花台ニュータウンから春日井インターチェンジ方面の延伸工事が完了した場合、更に交通量が増えるとして、その対策も兼ねて高架上を小型自動車のみ通行可能とする小型車用道路に改造し、国道155号にバス専用レーンを整備するのが良いとして、これを提言として愛知県に提出した。これを受けて愛知県は国や小牧市とこの提言に関して検討を進めた。しかし小牧市の中野直輝（当時）市長からは「どこに出入り口を作ると言うのか」、小牧市の職員からは「ありえない案だ」などと強い批判を浴びた。また巨額の費用がかかり採算性に問題がある事から、愛知県はこの提言を採用しなかった。なお2015年に愛知県は全線撤去に方針を転換。総工費約100億円かけて、15年程度で撤去するとしている。

## 沿革
- 2006年（平成18年）10月1日 - 桃花台線廃止。
- 2006年（平成18年）12月22日 - 愛知県が同検討会を設置。第一回会合開催。
- 2007年（平成19年）3月22日 - 第二回会合開催。
- 2009年（平成21年）3月30日 - 第三回会合開催。桃花台線インフラ利活用検討報告書を愛知県に提出。

## 構成員
- 竹内伝史（岐阜大学地域科学部 教授） - 座長。
- 赤池学（（株）ユニバーサルデザイン総合研究所[6] 所長）
- 大澤勲（桃花台新バス交通網検討委員会[7] 委員長）
- 小川光（名古屋大学大学院経済学研究科 准教授）
- 加藤哲男（名古屋産業大学環境情報ビジネス学部 教授）
- 中村英樹（名古屋大学大学院工学研究科 教授）
- 堀越哲美（名古屋工業大学大学院 教授）